# توماس فوکت
توماس فوکت (انگلیسی: Thomas Foket؛ زادهٔ ۲۵ سپتامبر ۱۹۹۴) بازیکن فوتبال اهل بلژیک است.
از باشگاه‌هایی که در آن بازی کرده‌است می‌توان به خنت و اوستنده اشاره کرد.
وی همچنین در تیم‌های ملی زیر ۱۸ سال، زیر ۱۹ سال، زیر ۲۱ سال بازی کرده است.او هم اکنون در تیم ملی بلژیک بازی می کند.